# Knobbelakkerdwergspin
De knobbelakkerdwergspin (Oedothorax apicatus) is een spinnensoort in de taxonomische indeling van de hangmatspinnen (Linyphiidae).
Het dier komt uit het geslacht Oedothorax. Oedothorax apicatus werd in 1850 beschreven door John Blackwall.